# Iguatama
Iguatama là một đô thị thuộc bang Minas Gerais, Brasil. Đô thị này có diện tích 627,819 km², dân số năm 2007 là 7632 người, mật độ 13,1 người/km².